# Банда Андрея Сохина
Банда Андрея Сохина — преступное формирование, орудовавшее в начале 1990-х годов в Московской области.

## История создания
Главарь банды, Андрей Александрович Сохин, родился в 1974 году в Москве. Рос в благополучной семье, отец был военнослужащим, мать учительницей русского языка и литературы. С ранних лет ни в чём себе не отказывал, принадлежал к кругу золотой молодёжи и проявлял лидерские и организаторские качества. Долгое время учился в гарнизонной школе в Германии. Занимался самбо. Несмотря на это, в юности начал вести криминальный образ жизни. Промышлял воровством стекол и колёс с автомобилей. На дело часто выходил с будущим участником банды Георгием Паниным, ранее судимый за кражу и разбой. Первый раз Сохин был арестован в 17 лет. Против него было возбуждено уголовное дело по статьям «кража» и «хулиганство». Находился под следствием с августа 1992 по март 1993, в столичном СИЗО Матросская тишина. Там познакомился с неким уголовником-рецидивистом Гольцовым. Гольцов и зарекомендовал Сохину, собиравшемуся выйдя на волю создать преступную группировку, трёх человек из Балашихинского района Московской области — Романа Шагова (род. 1972), Дмитрия Исаева (род. 1974) и несовершеннолетнего Олега Морозова (род. 1975). Все они проживали в микрорайоне Марз (деревня Чёрное), и занимались угоном машин. Вернувшись из изолятора на свободу и не получив серьёзного уголовного наказания, Сохин примкнул к Шагову, Исаеву и Морозову, а за собой привёл и Панина. Новые приятели познакомили его с Михаилом Арефьевым, жителем села Бисерово, которому уже перевалило за сорок и в доме которого позднее находилась штаб-квартира бандитов.
Первоначально они занимались автоугонами. Но затем Сохин решил совершать нападения на водителей-дальнобойщиков с целью завладения большегрузным автотранспортом и грузом, находившимся в нём.

## Преступления банды
Первое преступление бандиты совершили в ночь с 14 мая на 15 мая 1993 года. Их жертвой стал водитель «ВАЗ-2109» Елусов, который подобрал Сохина, Морозова и Шагова на Зубовском бульваре, и согласился за достаточно хорошие деньги подвезти их до Балашихи. На полпути, возле деревни Русавкино-Поповщино, по просьбе пассажиров Елусов остановился. Шагов приставил к горлу водителя нож, затем ему связали руки ремнём, завели в рощу и убили. Сначала Шагов нанёс Елусову около десяти ударов полной бутылкой шампанского по голове, а когда она разбилась, продолжил бить молотком. Труп Елусова спрятали неподалёку, под бетонной плитой на строящейся даче, вскоре его нашли местные жители. Жигули Елусова перегнали в дом Арефьева, в Бисерово, и придали автомобилю товарный вид. 
Следующее преступление банды было совершено уже на следующий день. 16 мая в десятом часу вечера Сохина и Панина возле станции метро «Парк культуры» подобрал владелец белой «Волги» Сергей Пиун. Втроём они отправились в Балашиху. По пути заехали в Марз, там в машину сели Исаев и Шагов. Внезапно компания просит привезти их на дачу, чтобы забрать ещё одного человека. Когда было уже около полуночи, Пиун и пассажиры оказываются в районе озера Бисерово. Там Шагов с Сохиным убивают его — по очереди наносят в сумме 24 колото-резаных раны ножом, а труп прячут в ближайшем лесном массиве. Он был обнаружен в конце мая случайными людьми.
В то же время банда совершает третье убийство. На улице Академика Волгина они ловят «ВАЗ 2106», просят отвезти в Бисерово. Там в доме Арефьева Шагов незаметно взял обрез охотничьего ружья и вернулся в автомобиль. В двенадцатом часу ночи водителя заманивают на лесную дорожку возле озера и убивают. Угрожая оружием, бандиты вывели автовладельца в лес, избили и слегка придушили, затем нанесли множествество ударов монтировкой в голову. Лицо убитого было настолько изуродовано, что его личность так и осталась неустановленной следствием. Его труп нашли грибники 25 июня.
Вскоре после этого, летом 1993 года, Сохин, Шагов, Исаев и Морозов отправляются в Минск, в Белоруссию, что бы продать захваченный автомобиль. Там они успешно продают его за полцены, а также совершают убийство. В июле бандиты, вместе со знакомыми из деревни Гонолес в Минском районе, убивают гражданина Мураускаса. Сначала его зверски избили руками, ногами, палками и бутылками на берегу Заславского водохранилища, затем, ещё продолжавшего дышать, вывезли в безлюдное место и добили молотком и лопатой.
1 августа Шагов и Морозов вдвоём совершают неудачное нападение. В тот день, ближе к вечеру, их подбирает водитель Михаил Соловьёв. Сначала едут в Марз, потом в Бисерово. В конце концов, Соловьёву говорят, что им нужно заехать в Купавну что бы забрать долг у товарища и расплатиться. У леса просят остановиться и выходят. Морозова бьёт Соловьёва ногой в грудь, а Шагов наставляет в голову ружьё. Соловьёву удаëтся увернуться он выстрела и нажать на газ. При этом он прокатил одного из нападавших, который зацепился за ручку двери. В Москве на посту ГАИ он рассказал о случившимся. Завели уголовное дело по статье хулиганство, ведь было непонятно, чего именно хотели нападавшие.
21 августа Сохин останавливает в Москве иномарку «Ниссан-Патрол», за которой сидел житель Нижегородской области, дальнобойщик по фамилии Малыганов. Вместе они заезжают в Марз за Шаговым, во второй половине дня едут в Бисерово к Арефьеву. Там на Малыганова совершают нападение прямо в салоне, связывают руки и снимают дорогую одежду, которая понравилась преступникам. После Малыганова привезли в лес, пинали и били палками, нанесли удары ножом. Для верности Сохин несколько раз проехался по убитому. Труп Малыганова нашли на следующий день, а личность установили только в ноябре.
Поздним вечером 24 августа в московском районе Новокосино Сохин ловит водителя Новосельцева на жигулях. Вдвоëм вместе с Шаговым его убивают возле садоводческого товарищества «Купавна» ножом и монтировкой.
Осенью 1993 года бизнесмен Соломатин договорился с Сохиным о покупке краденых большегрузных машин, дав гарантию на их сбыт. Утром 17 ноября Сохин, Исаев, Шагов и Панин на автомобиле последнего, начинают колесить по Москве в поисках подходящего грузовика. Около 17:00 они заметили припаркованный на Можайском шоссе «МАЗ», в котором находились дальнобойщик небольшого предприятия из Днепропетровска Тихоновский и его знакомый из Москвы, 16-летний Ленский. Сохин попросил за плату перевезти вещи из Балашихи и сел в грузовик. За ними ехала машина с другими бандитами. По дороге Сохин предложил Ленскому поужинать и высадил его у придорожного кафе, а с Тихоновским поехал в Бисерово за «грузчиками». После этого Шагов с Исаевым с особой жестокостью убили юношу — избили и нанесли не менее 30 ударов баллонным ключом в затылочную область головы. Затем поехали в Бисерово, где заставили уже находившегося там Тихоновского таскать в гараж Арефьева кухонные комбайны и пылесосы, которые он вёз из Украины, а после связали его, забили монтировкой и закопали.
18 ноября Арефьев с Сохиным перегнали МАЗ на Молодогвардейскую улицу, где жил Соломатин, и продали ему транспорт за 900 долларов. Через два дня Коммерсант из СМИ узнал об убийстве Тихоновского и Ленского и пропаже МАЗа, после чего устроил Сохину скандал, ведь ему требовались просто угнанные машины. Автомобиль пришлось бросить на одной из шофёрских автостоянок. Вскоре милиция безуспешно установила за брошенным грузовиком наблюдение, ожидая что к ней вернутся бандиты.
23 ноября на Ленинградском проспекте в девятом часу вечера Сохин и Панин остановили «Ниву», в которой сидел подполковник ГРУ Никифоров, и попросили его перевезти комбайн в Балашиху, на что он дал согласие. Перед этим заехали к Шагову за двумя газовыми пистолетами. На требование бандитов остановиться на лесной дороге он ответил отказом. Однако убийцам удалось связать его брючным ремнём, пообещав, что они не будут его убивать, а только оставят в лесу и на время заберут автомобиль. Затем Никифорова убили монтировкой.
Через несколько дней Сохин сказал Исаеву искать подходящую для захвата грузовую машину, а сам, вместе с Шаговым и Морозовым поехал в Электроугли. Возле МКАД Исаев подошёл к «КАМАЗу» и попросил водителей из Набережных Челнов Дубова и Хадиева перевезти вещи в Электроугли. Там бандиты убили их, причинив смертельные удары монтировкой. Труп Дубова был найден 27 ноября, Хадиева 29 ноября. На этот раз, КАМАЗ удалось продать Соломатину. Только после этого убийства правоохранительные органы связали все убийства в одну серию и была сформирована оперативно-следственная группа. Основным методом поиска была машина-«ловушка», приманка для автобандитов.
Тем временем Сохин получил травму ноги и не имея возможности участвовать в преступлении, во второй половине декабря заказал Шагову и Исаеву следующее убийство. Их жертвой стал водителей жигулей Магеррамов, ему нанесли 27 ножевых ранений и спрятали труп неподалёку от посёлка Дрезна Орехово-Зуевского раойна.
13 января 1994 года в Ногинском районе был убит тренер сборной России по горным лыжам Курицин, ехавший на «ВАЗ 2107», подобравший бандитов на Комсомольском проспекте. На окраине деревни Бабеево, Сохин, Исаев и Морозов нанесли Курицину 35 ударов ножом. Родственники пропавшего написали заявление в милицию в тот же день и машина была быстро заявлена в угон. Не знавшие об этом преступники решили, что у них есть время, пока пропажей вообще кто-нибудь заинтересуется, и поэтому даже не стали перебивать номера. Арефьев и Панин поручили перегнать жигули механику Валерию Полякову.

## Аресты, следствие и суд
15 января перегонщик машины убитого Курицина Поляков был остановлен патрулём ГИБДД и задержан. Вместе с ним ехал Морозов, который представился пассажиром и был отпущен. Морозов срочно сообщил Сохину о случившемся. Между тем, Поляков выдал имя и адрес Арефьева. В тот же день Арефьев был заключён под стражу. Он быстро раскололся и рассказал, что вся банда находится на даче у родственников Шагова. Но к моменту приезда милиционеров бандиты, предупреждённые Морозовым, успели разбежаться. 19 января на даче и в гараже Арефьева был проведён обыск, в ходе которого был найден груз убитых и мотки проволоки, которой связывали жертв.
В то же время Сохин приобрёл фальшивые документы и спрятался в Белгороде, Морозов у родственников Рязанской области, Шагов в недостроенном доме в Марзе, а Исаев в соседней деревне Пестово. Однако впоследствии все были вычислены и арестованы. Во время задержания Исаев яростно отстреливался, убив двоих сотрудников милиции.
В тюрьме Сохин стал смотрящим за корпусом. Он долгое время не давал признательные показания по инкриминируемым эпизодам, а сделал это по его словам, из-за пыток оперативниками. Также он заявлял:
Только не спрашивайте, почему убивал, за что? Не знаю! Кровь как наркотик, распробуешь - не отвяжешься. Вот вы утром не умоетесь - настроение небось не то?.. Если вы думаете, что у нас с этого дела серьёзный навар был, то ошибаетесь. Тысячу-полторы долларов за "жигули", за "супер-МАЗ" всего 900 баксов выручили. Прикиньте на всех. Я же вам говорю: "мокрое" дело вроде наркомании. А в общем у молодёжи все ценности перевернулись... Вы обязательно фотографию мою напечатайте. Меня многие по ней узнают. Пусть всем уроком будет. А так, чего меня жалеть!..
Бандиты признались во всех совершённых ими преступлениях, однако так и не раскаялись в совершённом.
В ноябре 1996 года шесть членов банды предстали перед Московским областным судом. Бандитов судил суд присяжных, который единогласно признал их виновными в 13 убийствах. В августе 1997 года суд вынес приговор — Андрей Сохин, Роман Шагов и Дмитрий Исаев были приговорены к высшей мере наказания — смертной казни через расстрел. Михаил Арефьев получил 15 лет лишения свободы, Георгий Панин — 13 лет, Олег Морозов — 10 лет. По версии некоторых СМИ, этот приговор стал самым суровым приговором Мособлсуда в 1990-е годы. Верховный Суд России оставил приговор без изменения. Впоследствии всем троим приговорённым к расстрелу заменили форму наказания на пожизненное лишение свободы. В 1999 году, Андрей Сохин, Дмитрий Исаев и Роман Шагов были этапированы в исправительную колонию особого режима «Белый лебедь» города Соликамска Пермского края. В 2006 году православная газета «Благовест» опубликовала письмо Сохина из колонии, в котором он заявил, что в заключении стал верующим человеком и раскаялся в совершённых преступлениях. По состоянию на 2012 год, Андрей Сохин был жив.

## В массовой культуре
Телевидение
- Документальный фильм «Смерть у обочины» из цикла «Криминальная Россия»
- Документальный фильм «Последняя жертва» из цикла «Документальный детектив»

Литература
- Модестов Н. С. Москва бандитская: документальная хроника криминального беспредела 80-90-х годов. — М.: Центрполиграф, 1996. — 400 с. — 30 000 экз. — ISBN 5-218-00107-4.